# José Manuel Ortúzar Formas
José Manuel Ortúzar Formas político y abogado chileno. Nació en Santiago, en 1796. Falleció en la misma ciudad, en marzo de 1848. Hijo de don José Manuel Ortúzar e Ibáñez de Ovalle y doña María del Carmen Formas Patiño. Contrajo matrimonio con Dolores Ramírez y Fernández Garzón.
Educado en el Instituto Nacional, obtuvo su título de abogado en 1819. Tras la abdicación de Bernardo O'Higgins se unió a las fuerzas pipiolas del general Ramón Freire y marchó a las campañas en Chiloé junto al ejército chileno.
A su regreso, se retiró con honores del ejército y pasó al mundo civil, desempeñando su profesión. Durante la Guerra Civil de 1830, no estuvo en el bando pipiolo. 
Con posterioridad, ingresó al Partido Liberal, por el cual fue elegido Senador por la provincia de Coquimbo (1831-1840), por Ñuble (1840-1843) y por Santiago (1843-1849). En estos períodos estuvo integrando la Comisión permanente de Gobierno y Relaciones Exteriores.
| Precedido por: Ramón Formas Patiño | Presidente del Senado 13 de octubre de 1844 - 2 de junio de 1845 | Sucedido por: José Miguel del Solar Marín |

Bibliografía
Barros Arana, Diego (1955). "Historia General de Chile". Tomo I (2.ª edición). Santiago, Chile: Editorial Universitaria.
Ramón Folch, Armando de (1999). "Biografías de Chilenos: Miembros de los Poderes Ejecutivos, Legislativo y Judicial". Tomo II (2.ª edición). Santiago, Chile: Ediciones Universidad Católica de Chile.
- en biografias.bcn.cl José Manuel Ortúzar Formas

- Datos: Q6293036